# Chiesa di Santo Stefano (Montemilone)
La  chiesa di Santo Stefano è la chiesa madre e parrocchiale di Montemilone, intitolata a santo Stefano protomartire che, con la Madonna del Bosco, è compatrono del paese. Nonostante la recente edificazione, contiene numerosi dipinti murali eseguiti durante il Novecento e, soprattutto, conserva la preziosa statua della Madonna del Bosco, un'opera lignea del Duecento (traslata al Santuario della Gloriosa durante il periodo della festa patronale).

## Storia
L'edificio viene costruito a partire dal 1861 su un'antica chiesa in stile gotico, di cui oggi restano soltanto alcuni resti nei muri perimetrali. Dell'edificio originale si ha inoltre testimonianza in un manoscritto del 1729 e nel Dizionario geografico-istorico-fisico del Regno di Napoli composto dall'abate Francesco Sacco nel 1796.
Il progetto attuale, voluto da Ferdinando II delle Due Sicilie, viene realizzato dall'architetto Nicola Maria Bevilacqua di Minervino Murge. La soluzione definitiva, fra l'altro, arriva dopo un susseguirsi di altri progetti, come risulta dalle delibere comunali. I costruttori sono i fratelli Francesco Saverio e Pasquale Panzini di Molfetta.
Nel corso degli anni, a partire dal 1904 fino al 1991, l'edificio subisce continui restauri e rifacimenti sia per i numerosi terremoti, sia per la necessità di adeguarlo ai mutamenti della spiritualità e della religiosità.
Durante una ristrutturazione sono state trovate delle reliquie forse appartenenti a san Sabino di Canosa che vi aveva soggiornato per problemi di fegato.

## Struttura e opere
All'esterno, la chiesa è decorata da una facciata in pietra calcarea di Minervino, mentre i muri perimetrali sono rivestiti da un paramento di pietre grezze semplicemente squadrate. Il portale, sormontato da un finestrone semicircolare, è affiancato da due nicchie e da un doppio ordine di lesene, con il plinto poggiante su un basamento e i capitelli di ordine dorico. La facciata termina con un timpano triangolare sulla cui sommità si erge la croce in ferro battuto.

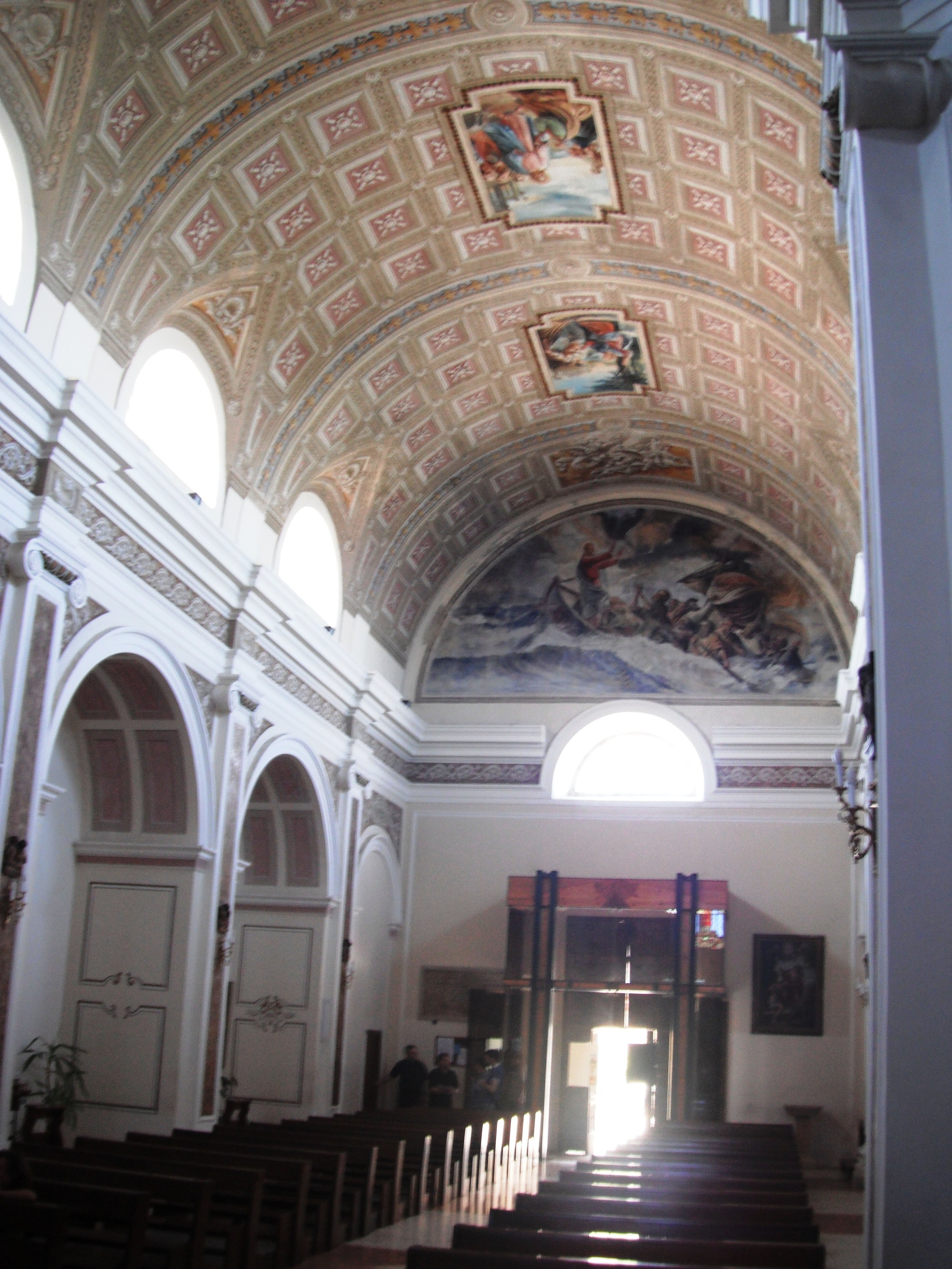
Veduta dell'interno verso la facciata.

Internamente, la chiesa presenta una pianta a croce latina ed è composta da una sola navata con abside sul fondo, lunga 35.20 metri, larga 8 e alta 17.30. È presente anche un transetto, largo 21 metri. La navata è completata da sei cappelle laterali equamente divise, tre a destra e tre a sinistra. Lo spazio che intercorre tra le cappelle è scandito da lesene che, sormontate da capitelli di ordine ionico, sorreggono un elaborato cornicione che segue il perimetro dell'intero edificio. Copre infine la chiesa una volta a botte decorata con un motivo a cassettoni. Nel punto di intersezione fra navata e transetto, inoltre, è posta una cupola. Le cappelle di destra sono intitolate, partendo dall'ingresso, a santa Rita, san Rocco e santo Stefano; quelle di sinistra a sant'Antonio, santa Lucia e alla Madonna del Bosco.
Sul fondo dell'abside è posizionato un grandioso finestrone, eseguito dalla ditta Pizzarini di Bari nel 1939, che raffigura Santo Stefano. Il santo è presentato con tutti gli elementi dell'iconografia tradizionale: con la mano sinistra sorregge la palma del martirio e il lezionario, mentre nella destra ha un grosso sasso in ricordo della sua morte per lapidazione.
Sotto il finestrone, alle spalle dell'altare maggiore, che risale al 1939 ed è l'unico altare della chiesa, è collocato il grande organo a canne realizzato nel 1934 e ampliato nel 1939 per volere di don Vincenzo Merra, parroco di Montemilone dal 1931 al 1959.
La chiesa presenta diverse altre pitture e dipinti che raffigurano i momenti più significativi della vita di Gesù. Nei quattro pennacchi della cupola sono raffigurati i quattro evangelisti, mentre la stessa cupola è decorata dalla scena de L'incoronazione della Vergine e Angeli e santi in Gloria. I dipinti sono stati eseguiti durante i lavori di restauro del 1946 da Domenico Pennino di Avellino, aiutato dal figlio Rocco e da alcune maestranze locali.

### La statua della Gloriosa

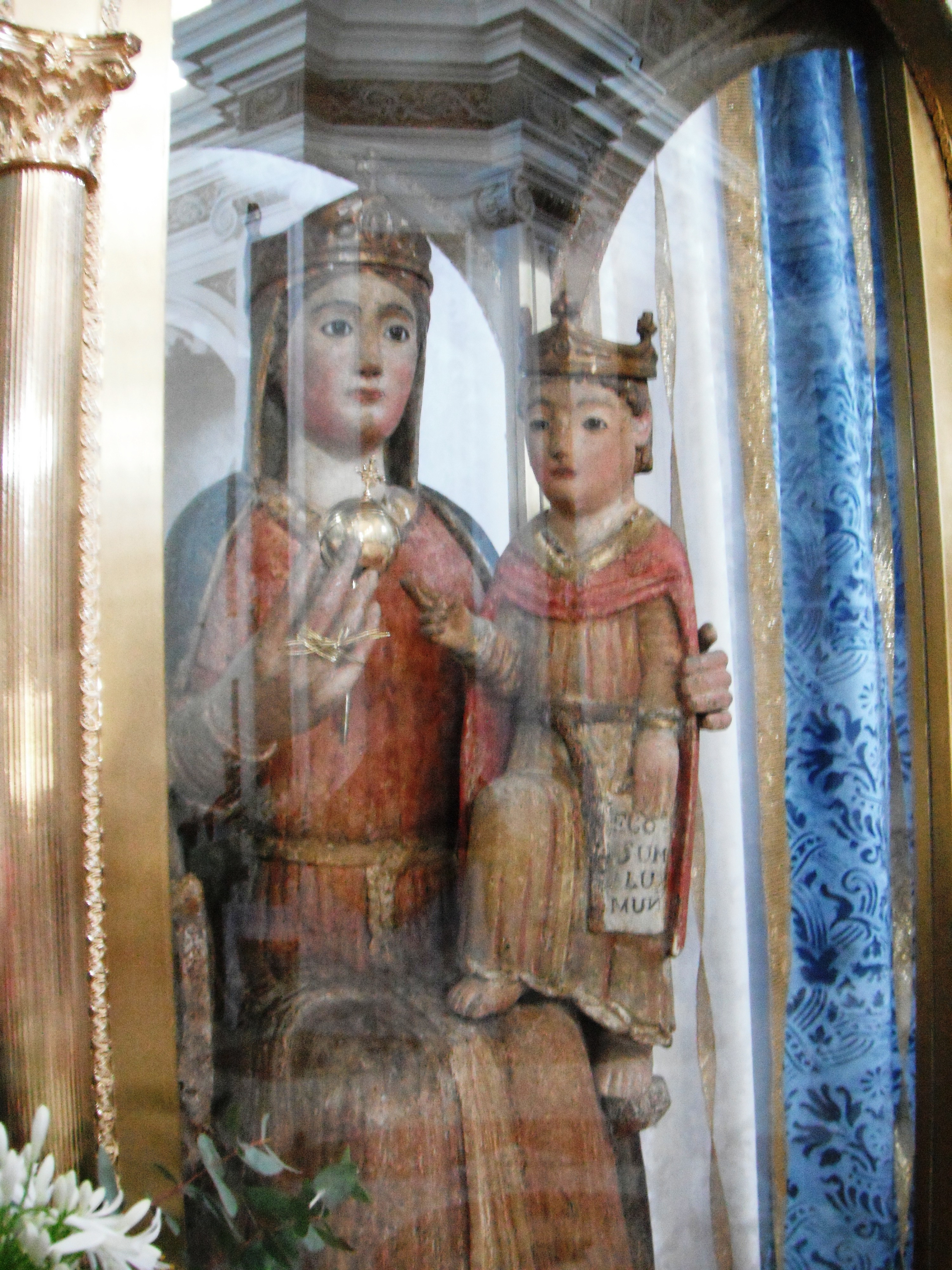
Statua della Madonna del Bosco, XIII sec.

L'opera più antica e preziosa che la chiesa conserva è la statua lignea della Madonna del Bosco. Di singolare fattura, senza precedenti nell'area della regione Basilicata, è una statua della Vergine con in braccio il Bambino, venerata o con l'antico nome di "Santa Maria Gloriosa" o con quello più recente di "Madonna del Bosco". L'opera, probabilmente della fine del Duecento, presenta riferimenti ai modelli compositivi di famose icone culturali bizantine come la Madonna Hodighitria.
La statua, oggetto di recente e adeguato restauro, è di rozza fattura, ma espressiva e piena di ieratica maestà. La Vergine seduta in trono stringe al petto il Bambino Divino. I caratteri peculiari della statua e, particolarmente, i diademi della Vergine e del Bambino, richiamano quelli dell'arte francese del periodo post-carolingio e, in questi, è una chiara testimonianza dell'influsso cluniacense, ma le vesti e la decorazione pittorica sono di carattere prettamente bizantino, mentre inconfondibilmente bizantina è la positura della mano benedicente del Bambino: le due dita, l'indice e il medio aperto e le altre chiuse.